# Debye
A debye (kiejtése IPA: [dəˈbɛiə], kb. /döbej/) az elektromos dipólusmomentum mértékegysége, jele: D. A kémiai Nobel-díjas holland fizikusról, Peter Joseph William Debye-ról elnevezett CGS egység nem tartozik az SI szabványos egységei közé, mégis elterjedten használják.
Az elektromos dipólusmomentum, mint vektormennyiség a dipólussal leírható elektromos töltéseloszlás jellemzésére szolgáló fizikai mennyiség:
p = q r,
ahol q a töltés nagysága és r a – megegyezés szerint – negatív töltésközéppontból a pozitív töltésközéppont felé mutató vektor. A dipólusmomentum nagysága tehát a töltés és a távolság szorzatával egyezik meg.

## Definíció
A történetileg kialakult definíció szerint egy debye annak a két egymással megegyező 10−10 statC (statcoulomb) nagyságú, de ellentétes előjelű töltésből álló dipólus dipólusmomentumának a nagyságával egyezik meg, amelyek egymástól 1 Å  (ångström) távolságra vannak.
A régi szakirodalomban a töltés mértékegységeként a többféle néven is emlegetett, de egymással azonos nagyságú statcoulomb-ot, franklin-t, illetve az angol nevén említett electrostatic unit-ot, azaz esu-t a használták. Tehát:
{\displaystyle 1\,\mathrm {statC} =1\,\mathrm {Fr} =1\,\mathrm {esu} }.
Az elektrosztatikus egység, az esu nagysága az elemi töltés (e) nagyságához képest a következőképpen fejezhető ki:
{\displaystyle 10^{-10}\,\mathrm {esu} \approx 0{,}2083\cdot \mathrm {e} }
A debye a régi egységekkel kifejezve:
{\displaystyle 1\,\mathrm {D} =10^{-10}\,\mathrm {esu} \cdot {\text{Å}}=10^{-18}\,\mathrm {statC} \cdot \mathrm {cm} }
Az elektromos dipólusmomentum SI-mértékegysége az 1 Cm (Coulombméter), ami két – pozitív és negatív – 1 C nagyságú, egymástól 1 m-nyi távolságban lévő töltésből álló dipólus momentuma. Ezzel kifejezve az atomi dipólusmomentum nagysága:
{\displaystyle 8{,}478353552(52)\cdot 10^{-30}\,\mathrm {Cm} }
Az elemi töltés értékének figyelembevételével a debye és a Coulombméter viszonya:
{\displaystyle 1\,\mathrm {D} =3{,}335\,664\cdot 10^{-30}\,\mathrm {Cm} }

## Dipólusmolekulák dipólmomentuma
A molekulákban az átlagos kötéstávolság Å nagyságrendű és a töltéseloszlásuk gyakran dipólussal jellemezhető. A rájuk jellemző dipólusmomentum nagysága a debye nagyságával mérhető össze, ezért – az ettől sok nagyságrendben különböző Cm helyett – az atomfizikában és a kémiában mai napig inkább a debye-t használják a molekulák dipólusmomentumának a jellemzésére.
Kétatomos molekulák dipólusmomentuma tipikusan 0-11 D közé esik. A szimmetrikus töltéseloszlású, két egyforma atomból álló molekulák – például a klórmolekula (Cl2) – dipólusmomentuma nulla. Az erősen ionos molekuláknak viszont nagy a dipólusmomentuma, a gázfázisú kálium-bromidé (KBr) például 10,5 D. Az életünkben igen fontos szerepet játszó vízé pedig 1,85 D.